# Anne Riemersma
Anne Riemersma, o Anne Möhlmann-Riemersma (nom de casada) (Slappeterp, Menaldumadeel, 1954) va una ciclista neerlandesa, que combinava la pista amb la carretera. Guanyadora de tres medalles als Campionats del món de Persecució.
Es va casar amb el també ciclista Gerrit Möhlmann.

## Palmarès en pista
- 1978
  -  Campiona dels Països Baixos en Persecució
  -  Campiona dels Països Baixos en Òmnium